# 新里奇齊亞
51°45′32″N 25°55′55″E / 51.75889°N 25.93194°E
新里奇齊亞（烏克蘭語：Новорічиця），是烏克蘭西北部的村莊，隸屬里夫內州的瓦拉什區。該村始建於1800年，面積38.9平方公里，海拔高度145米，2001年人口1,002，人口密度每平方公里25.7人。